# Andel, Côtes-d'Armor
Andel (tiếng Breton: Andel, Gallo: Andèu) là một xã của tỉnh Côtes-d’Armor, thuộc vùng Bretagne, tây bắc Pháp.

## Dân số
Người dân ở Andel được gọi là Andelais.